# Guy Nsangué Akwa
Guy Nsangué Akwa (ur. w Duali w Kamerunie) – jazzowy gitarzysta basowy.
Rozpoczynał od gry na gitarze, jednak po roku zmienił gitarę klasyczną na gitarę basową. Współtworzył trio wraz z Richardem Bona i Etienne MBappe, grając muzykę etniczną, jak również R&B czy jazz. We wczesnych latach 80. przeniósł się do Paryża, gdzie jego talent został szybko dostrzeżony. W tym czasie koncertował i nagrywał płyty wraz z muzykami pochodzącymi z Afryki, takimi jak Papa Wemba, Mory Kanté, Oumou Sangaré i Kassav z grupy French Antilles. W roku 1991 spotkał Jean-Luca Ponty'ego, z którym nagrał płytę Tchokola. Od tej pory stale z nim współpracuje, nagrywając płyty i koncertując na całym świecie.